# Sandrottehale
Sandrottehale (Phleum arenarium), ofte skrevet sand-rottehale, er et 5-15 cm højt græs, der vokser i klitter og på strandoverdrev.

## Beskrivelse
Sandrottehale er et enårigt græs med en kølleformet dusk. Kølen på småaksets yderavner er forsynet med lange, stive hår.

## Voksested
Sandrottehale findes i Danmark hist og her i klitter, på strandoverdrev og sandede skrænter.
| Portal | Portal:Botanik |

## Eksterne links
- Naturbasen - Billeder og udbredelse i Danmark af Sandrottehale
- tavle 915 (Webside ikke længere tilgængelig) i Flora Danica
- Flora Europaea: Phleum arenarium
- Den virtuella floran: Sandtimotej

| Botanik | Spire Denne botanikartikel er en spire som bør udbygges. Du er velkommen til at hjælpe Wikipedia ved at udvide den. |